# Grupul 9+1
Grupul 9+1 a fost un grup de artiști plastici români, ființând între 1981-1990

## Fondarea Grupului 9+1
- Grupul 9+1 a fost fondat în anul 1981, de către artiștii plastici români: Marin Gherasim, Horia Bernea, Florin Ciubotaru, Sorin Dumitrescu, Horea Mihai, Vasile Gorduz, Napoleon Tiron, Bata Marianov, Doru Covrig.
- Grupul nesupus 9+1-Interviu cu Marin Gherasim

- Ați făcut parte si dintr-o faimoasa si frumoasa grupare de artiști, grupul 9+1. Ce amintiri aveți cu ei?
- Grupul nostru nu s-a nascut cu un program anume. Ce ne-a legat pe noi era ca fiecare aveam o personalitate distincta. Aceasta a fost chiar conditia de a expune împreună. Prima noastra expozitie a fost in 1982, iar in `90 a fost ultima aparitie, la sala Dalles. Grupul s-a nascut si ca o reactie polemica la regimul comunist de atunci si la ideologia sa artistica. Il aveam cu noi pe Andrei Plesu, care ne scria niste prefete sub forma de dialoguri platoniciene, si care erau pline de clinciuri subversive: vorbeau despre solidaritate in termenii Solidaritatii poloneze; despre forta celor care nu se cunosc, dar se stiu sau se banuie, intr-o vreme în care regimul se temea ca de tamaie de unirea, de trezirea romanilor. Imi amintesc cum o data, prin 1982-1983, am expus ca sa sfidam, chiar la muzeul partidului (azi Muzeul Taranului). Si cand totul a fost pus pe perete, politrucii au ingalbenit de ce-au vazut. Dar era prea tarziu, expozitia era anuntata, asa ca am iesit in public. In acei ani, noi am provocat multe batai de cap cenzurii si politrucilor partidului. Dar au inchis ochii pentru ca trebuia, nu-i asa, "sa avem si noi falitii nostri" - artistii de avangarda, liberi.

## Expoziții
- 1981 Prima Expoziție 9+1, Galeria Simeza, București
- 1982 A doua Expoziție 9+1 și invitați, Muzeul Țăranului Român, București
- 1990 A treia Expoziție 9+1 și invitații săi, Sălile Dalles, București